# Marcelo Rebelo de Sousa
Marcelo Rebelo de Sousa (* 12. prosince 1948 Lisabon) je portugalský politik, bývalý poslanec parlamentu, profesor práv, politický komentátor a novinář, který od 9. března 2016 zastává funkci prezidenta Portugalska.
Díky zisku 52 % hlasů byl zvolen již v prvním kole prezidentských voleb, které se konaly 24. ledna 2016.

## Život
Jméno Marcelo dostal podle premiéra Marcela Caetana, který byl jeho rodičům na svatbě za svědka. Je synem lékaře Baltazara Rebela de Sousy, někdejšího guvernéra Mosambiku a ministra Salazarovy vlády.
Studoval právo na Lisabonské univerzitě, byl vynikajícím studentem. Po Karafiátové revoluci v roce 1974 spoluzakládal Sociálnědemokratickou stranu (Partido Social Democrata – PSD) a byl zvolen do parlamentu. V letech 1996 až 1999 byl předsedou PSD. Na začátku 80. let se stal členem vlády; v letech 1982–1983 byl státním tajemníkem pro záležitosti parlamentu. V 90. letech se neúspěšně ucházel o funkci lisabonského starosty. V 80. letech pokračoval také v akademické kariéře, přednášel jak na portugalských univerzitách, tak v zahraničí. Pracoval i jako novinář, politický analytik, několik let měl svůj pořad v rádiu i v televizi.

### Rodina
Marcelo Rebelo de Sousa je aktivním katolíkem. Je rozvedený, má dvě děti.

## Návštěva České republiky - únor 2025

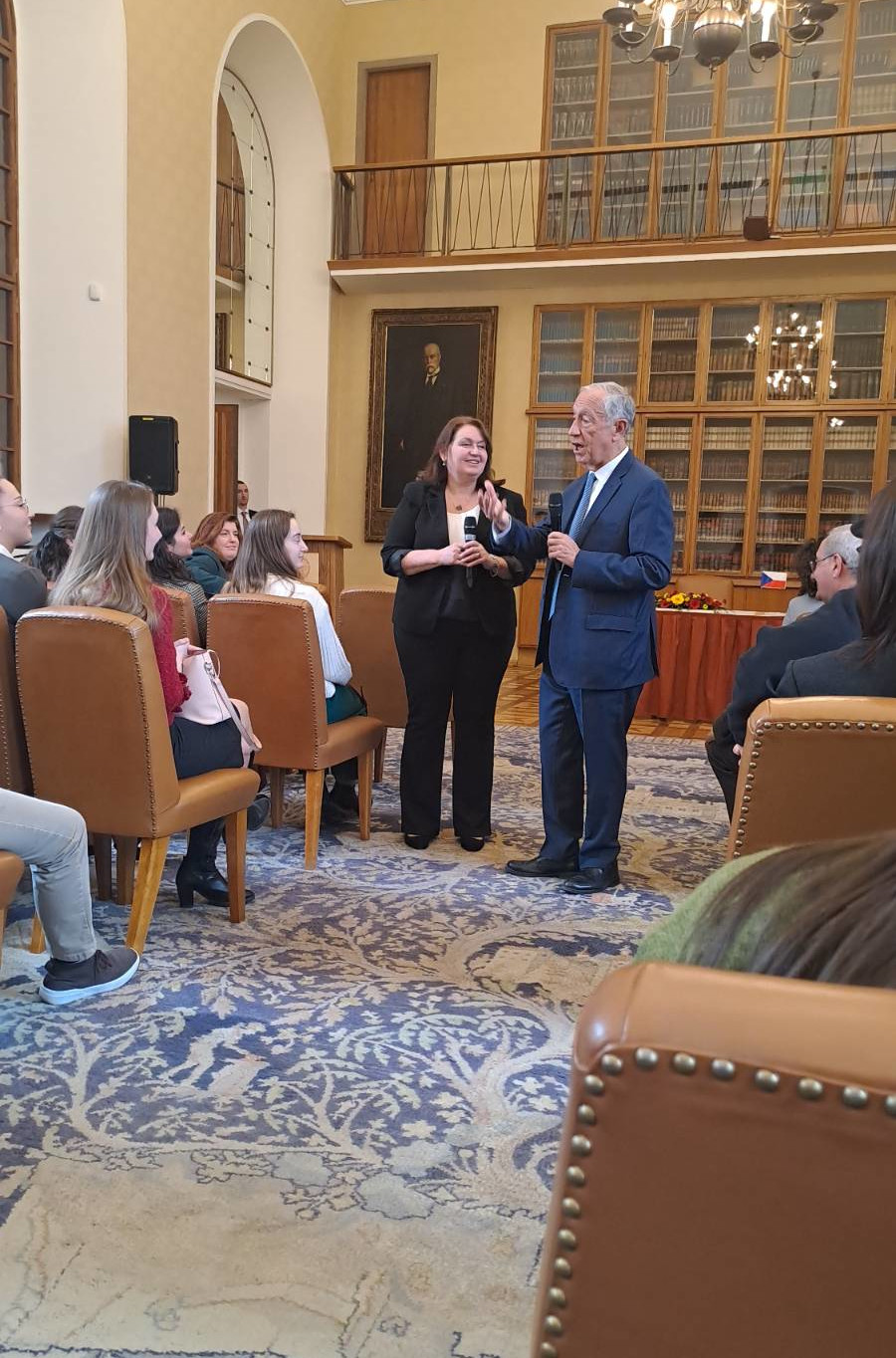
Marcelo Rebelo de Sousa a Milena Králíčková, rektorka Univerzity Karlovy během prezidentovy přednášky na Univerzitě Karlově

- Prezident byl na oficiální návštěvě ČR v únoru 2025. Setkal se se svým českým protějškem prezidentem Petrem Pavlem s nímž jednal například o válce na Ukrajině nebo si prohlédl Národní technické muzeum. Navštívil také Univerzitu Karlovu, kde se setkal s paní rektorkou Milenou Králíčkovou, portugalskými studenty i studenty portugalštiny, a také přednesl více než hodinovou přednášku na téma Europe in a changing world.[4]